# Петерсонове сімейство

Петерсонове сімейство. Повний граф K_{6} вгорі, граф Петерсена внизу. Блакитні риски відповідають Δ-Y або Y-Δ перетворенням між графами сімейства.

Петерсонове сімейство в теорії графів є множиною з семи графів без орієнтації, яка включає в себе граф Петерсена та повний граф K6. Петерсонове сімейство названо на честь датского математика Юліуса Петерсена.
Будь-який граф сімейства може бути перетворений на будь-який інший граф у сімействі Y-Δ перетворенням, яке замінює трикутник на вершину степіня три або навпаки (див. рисунок). Ці сім графів утворюють заборонені підграфи для незачепленого вкладення графів, тобто такі графи, які можуть бути вбудовані в тривимірний простір так, щоб не було двох зчеплених циклів у графі. Робертсон та ін. вирішили питання Сакса, показавши, що графи, вкладені без зачеплень — це в точності ті графи, які не мають членів петерсенова сімейства як міноров. Вони також є одними з заборонених підграфів для YΔY-редукованих графів.